# Leslain Baird
Leslain Baird (5 maggio 1987) è un giavellottista guyanese.

## Biografia
Baird debutta internazionalmente per la Guyana nel 2013 - si qualificò per i Campionati CAC di Porto Rico senza però gareggiare ai Campionati sudamericani a Cartagena de Indias. Nel medesimo anno infrange il record nazionale di lancio del giavellotto. Record migliorato negli anni sempre di più fino al 2018, quando in occasione dei Giochi sudamericani in Bolivia, oltre a vincere la medaglia d'argento alle spalle del colombiano Arley Ibargüen stabilisce il record attuale della Guyana.

## Record nazionali
- Lancio del giavellotto: 78,65 m ( Cochabamba, 6 giugno 2018)[4]

## Palmarès
| Anno | Manifestazione          | Sede          | Evento                 | Risultato | Prestazione | Note             |
| ---- | ----------------------- | ------------- | ---------------------- | --------- | ----------- | ---------------- |
| 2013 | Campionati sudamericani | Cartagena     | Lancio del giavellotto | 8º        | 64,94 m     |                  |
| 2018 | Giochi del Commonwealth | Gold Coast    | Lancio del giavellotto | 14º (q)   | 74,27 m     |                  |
| 2018 | Giochi sudamericani     | Cochabamba    | Lancio del giavellotto | Argento   | 78,65 m     | Record nazionale |
| 2018 | Giochi CAC              | Barranquilla  | Lancio del giavellotto | 4º        | 74,72 m     |                  |
| 2019 | Campionati sudamericani | Lima          | Lancio del giavellotto | 4º        | 74,43 m     |                  |
| 2023 | Giochi CAC              | San Salvador  | Lancio del giavellotto | 4º        | 75,86 m     |                  |
| 2023 | Giochi panamericani     | Santiago      | Lancio del giavellotto | Bronzo    | 78,23 m     |                  |
| 2025 | Sudamericani            | Mar del Plata | Lancio del giavellotto | 8º        | 69,87 m     |                  |